# Großkarlbach
Großkarlbach ist eine Ortsgemeinde im pfälzischen Landkreis Bad Dürkheim, die der Verbandsgemeinde Leiningerland angehört. Der Ort liegt etwa 15 km nordwestlich von Ludwigshafen am Rhein am Rand der europäischen Metropolregion Rhein-Neckar.

## Geographie und Geologie
Großkarlbach liegt nahe dem Westrand der Rheinebene und wird vom Eckbach durchflossen, in dessen Aue unmittelbar beim Dorf regelmäßig Nachtigallen nisten, trotz des auch nachts beständigen Rauschens der in unmittelbarer Nähe querenden A 6.
Im Westen der Gemeinde steigen die Hügel der Unterhaardt an, die seit den 1970er Jahren zur neuen Weinbauregion Mittelhaardt-Deutsche Weinstraße zählt. Nachbarorte sind (von Norden im Uhrzeigersinn) Laumersheim, Gerolsheim, Weisenheim am Sand, Freinsheim und Bissersheim. Der Ort Kleinkarlbach liegt hingegen 6 km weiter westlich am Hang des Leininger Sporns.

## Geschichte
Die älteste erhaltene Erwähnung von Großkarlbach, als Carlobach, stammt von 768 und ist im Lorscher Codex festgehalten.  Der Name geht auf die Bezeichnung Dorf der Freien Karle und die Lage am Eckbach zurück. Da der Ort im Grenzbereich zwischen der Kurpfalz und dem Territorium der Leininger Grafen lag, waren es diese beiden Herrscherhäuser, die Großkarlbachs Geschichte prägten. Auch das Kloster Otterberg war im Ort begütert.
Bis 1969 gehörte der Ort zum damals aufgelösten Landkreis Frankenthal (Pfalz) und wechselte dann in den neugeschaffenen Landkreis Bad Dürkheim. Drei Jahre später erfolgte die Zuordnung zur ebenfalls neuen Verbandsgemeinde Grünstadt-Land, welche 2018 in der Verbandsgemeinde Leiningerland aufging.

### Konfessionsstatistik
2007 waren 50,8 % der Einwohner evangelisch und 20,6 % katholisch. Die übrige 28,6 % gehörten einer anderen Glaubensgemeinschaft an oder waren konfessionslos. Der Anteil der Protestanten und Katholiken an der Gesamtbevölkerung ist seitdem jährlich um 1 Prozentpunkt gesunken. Ende Januar 2025 hatten 33,8 % der Einwohner die evangelische Konfession und 17,7 % die katholische. 48,5 % gehörten entweder einer anderen Glaubensgemeinschaft an oder waren konfessionslos.

## Politik

### Gemeinderat
Der Gemeinderat in Großkarlbach besteht aus 16 Ratsmitgliedern, die bei der Kommunalwahl am 9. Juni 2024 in einer personalisierten Verhältniswahl gewählt wurden, und dem ehrenamtlichen Ortsbürgermeister als Vorsitzendem.
Die Sitzverteilung im Gemeinderat:
| Wahl | SPD | CDU | Grüne | FWG | Gesamt   |
| ---- | --- | --- | ----- | --- | -------- |
| 2024 | 3   | 3   | 1     | 9   | 16 Sitze |
| 2019 | 3   | 2   | 2     | 9   | 16 Sitze |
| 2014 | 7   | 3   | –     | 6   | 16 Sitze |
| 2009 | 7   | 3   | –     | 6   | 16 Sitze |
| 2004 | 7   | 3   | 1     | 5   | 16 Sitze |

- FWG = Freie Wählergruppe Großkarlbach e. V.

### Bürgermeister
Fritz Wichmann (CDU) wurde am 29. Juli 2024 Ortsbürgermeister von Großkarlbach. Bei der Direktwahl am 9. Juni 2024 hatte er sich mit einem Stimmenanteil von 65,8 % gegen einen Mitbewerber durchgesetzt.
Wichmanns Vorgänger Richard Weißmann (FWG) war am 28. Januar 2024 für die restlichen Monate der noch laufenden Wahlperiode als einziger Bewerber mit 93,5 % zum Ortsbürgermeister gewählt worden. Die Wahl des bisherigen Ersten Beigeordneten war notwendig geworden, da der bisherige Ortsbürgermeister, Paul Schläfer (FWG), der das Amt nach der Kommunalwahl 2019 von Ralf-Peter Riegel (SPD) übernommen hatte, am 12. November 2023 verstorben war.

### Wappen
| Wappen von Großkarlbach | Blasonierung: „In Grün ein silberner Wellenpfahl.“ |
| Wappen von Großkarlbach | Wappenbegründung: Es wurde 1984 von der Bezirksregierung Neustadt genehmigt und geht zurück auf ein Gerichtssiegel von 1501. Der Wellenpfahl verweist redend auf die Endung des Ortsnamens. |

## Sehenswürdigkeiten und Kultur

### Baudenkmäler
In Großkarlbach existieren noch sechs der ehemals sieben Mühlen. Eckbachabwärts sind dies: Mühle am Weiher, Schlossmühle, Rheinmühle, Dorfmühle, Pappelmühle und Heckmühle. Die Dorfmühle beherbergt nach dem Abschluss ihrer Restaurierung (2007) das Mühlenmuseum Leiningerland, das Bürgermeisteramt, das Gemeindearchiv sowie Jugend-, Senioren- und Tagungsräume.
Große Weingüter mit ihren Fachwerkhäusern prägen den Ort. Weitere Sehenswürdigkeiten sind der 48 m hohe Turm der evangelischen Kirche im Dorfzentrum sowie eine Tonmanufaktur, in der Keramikprodukte gefertigt werden.
Im Bundeswettbewerb Unser Dorf soll schöner werden erreichte Großkarlbach 1987 eine Bronzeplakette.

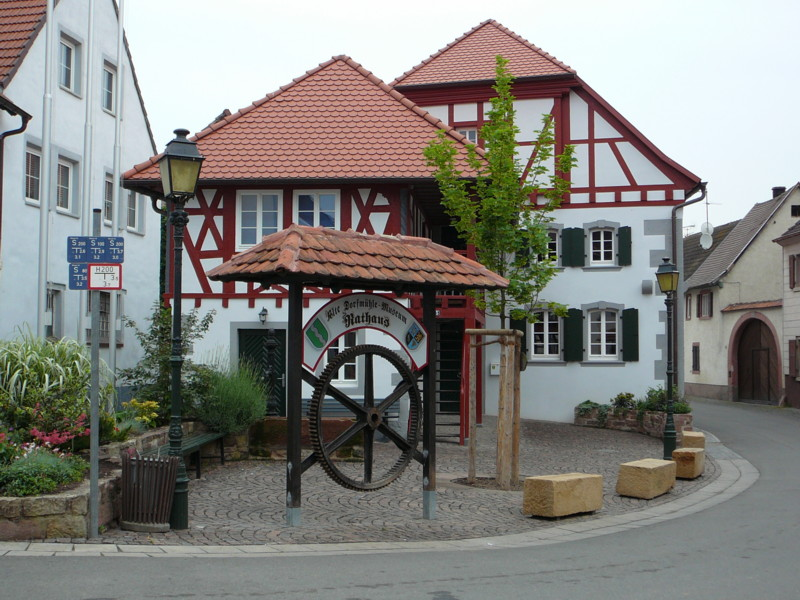
Dorfmühle
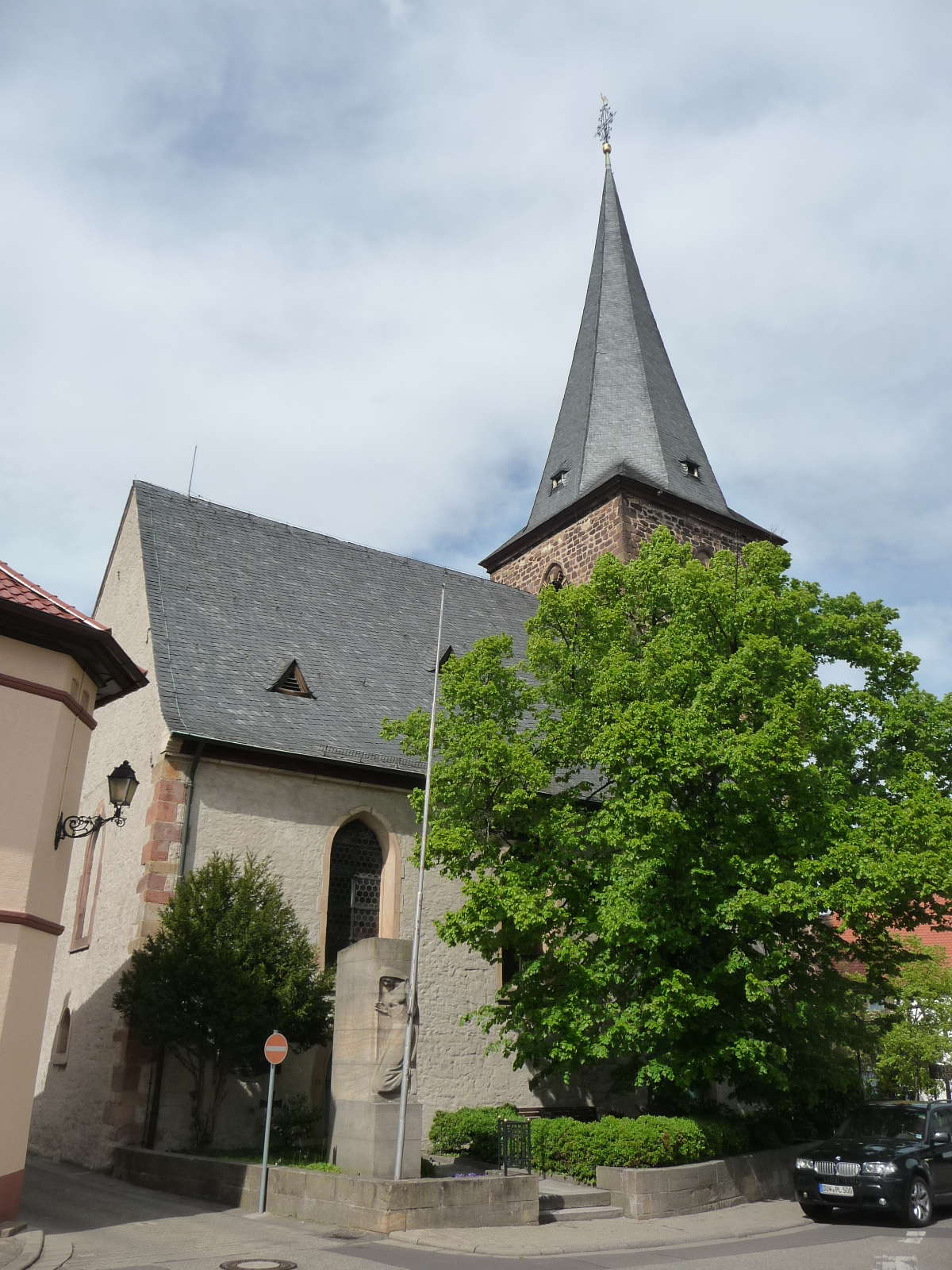
Protestantische Kirche
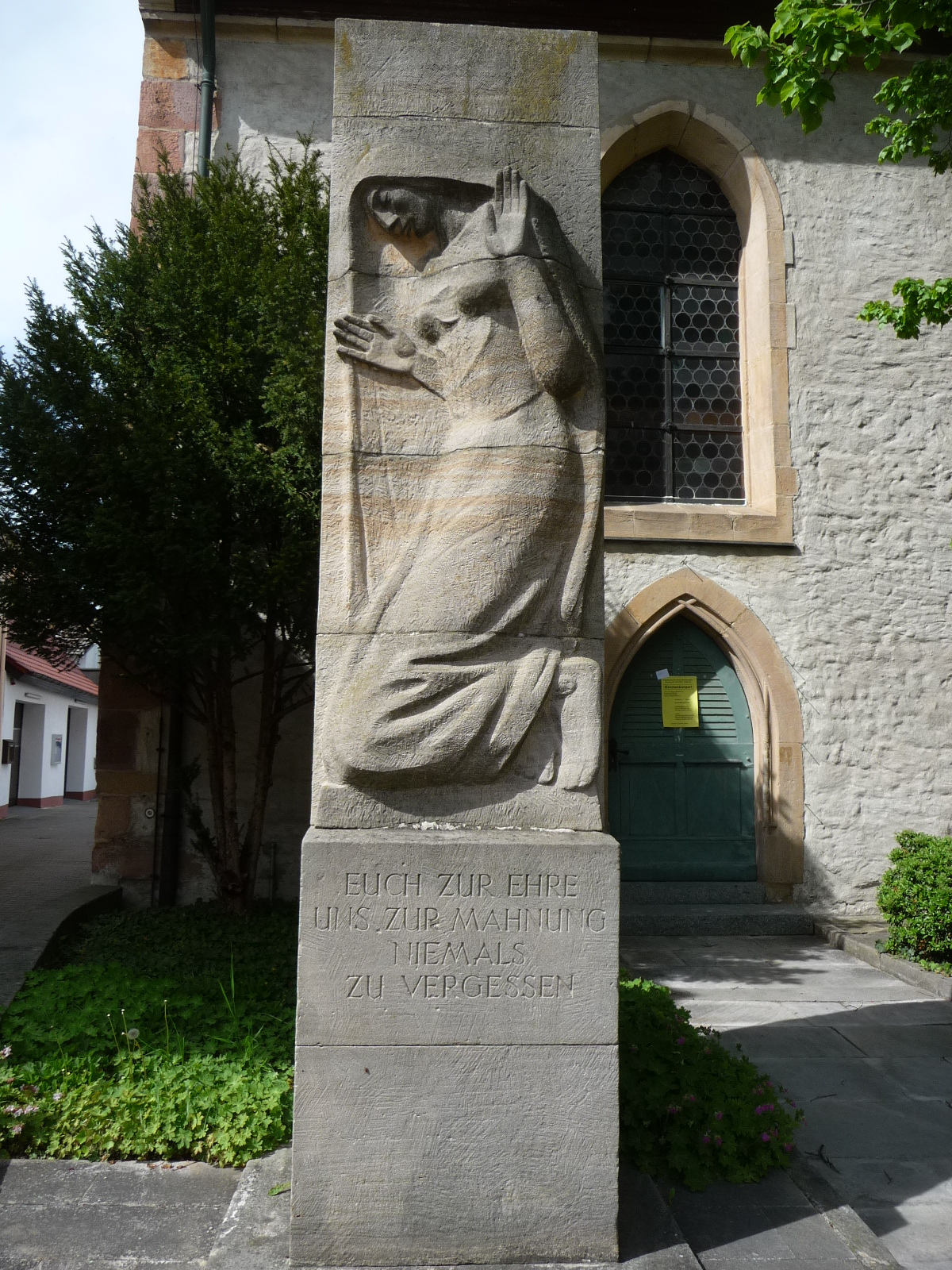
Kriegerdenkmal
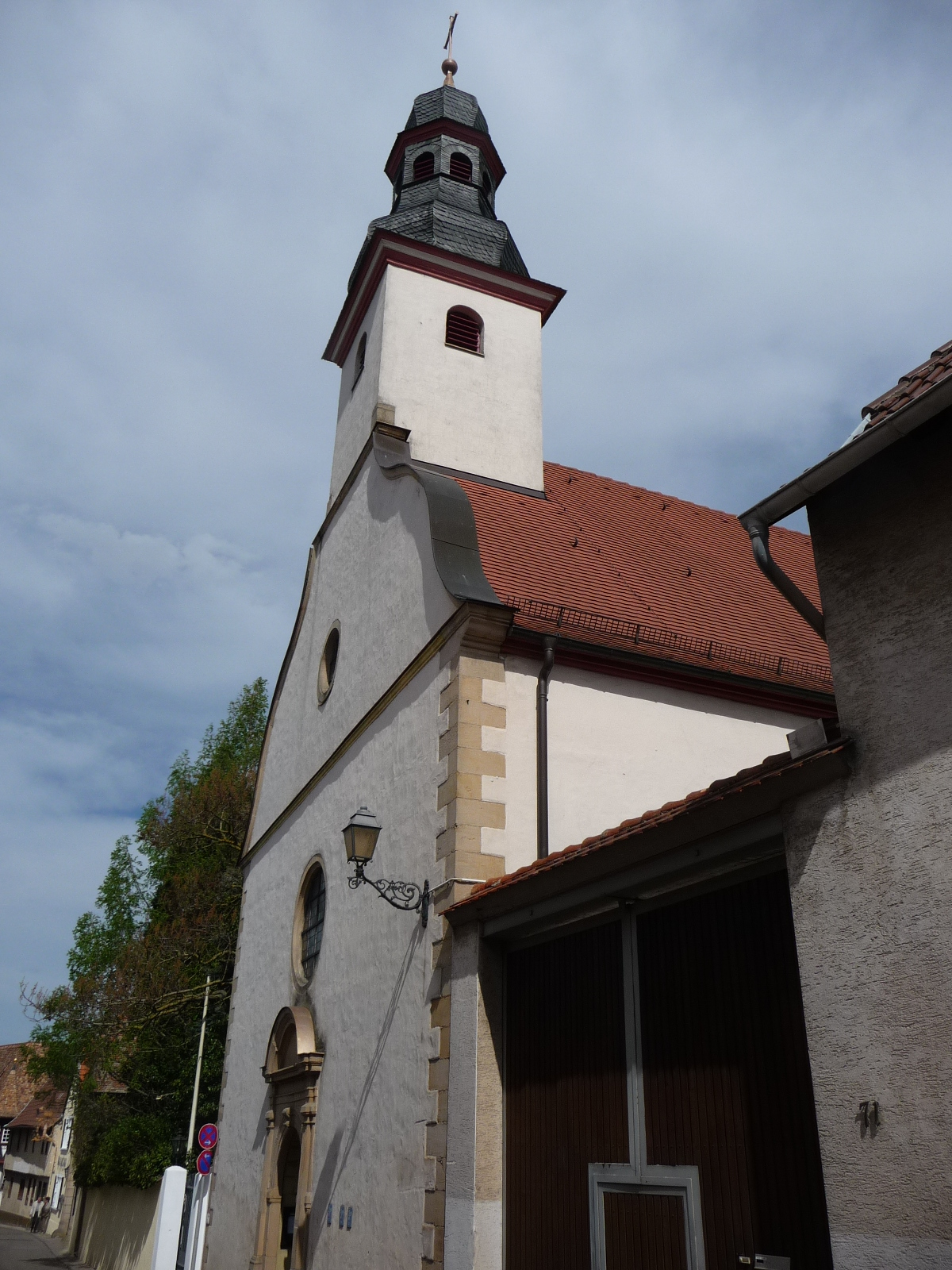
Katholische Kirche
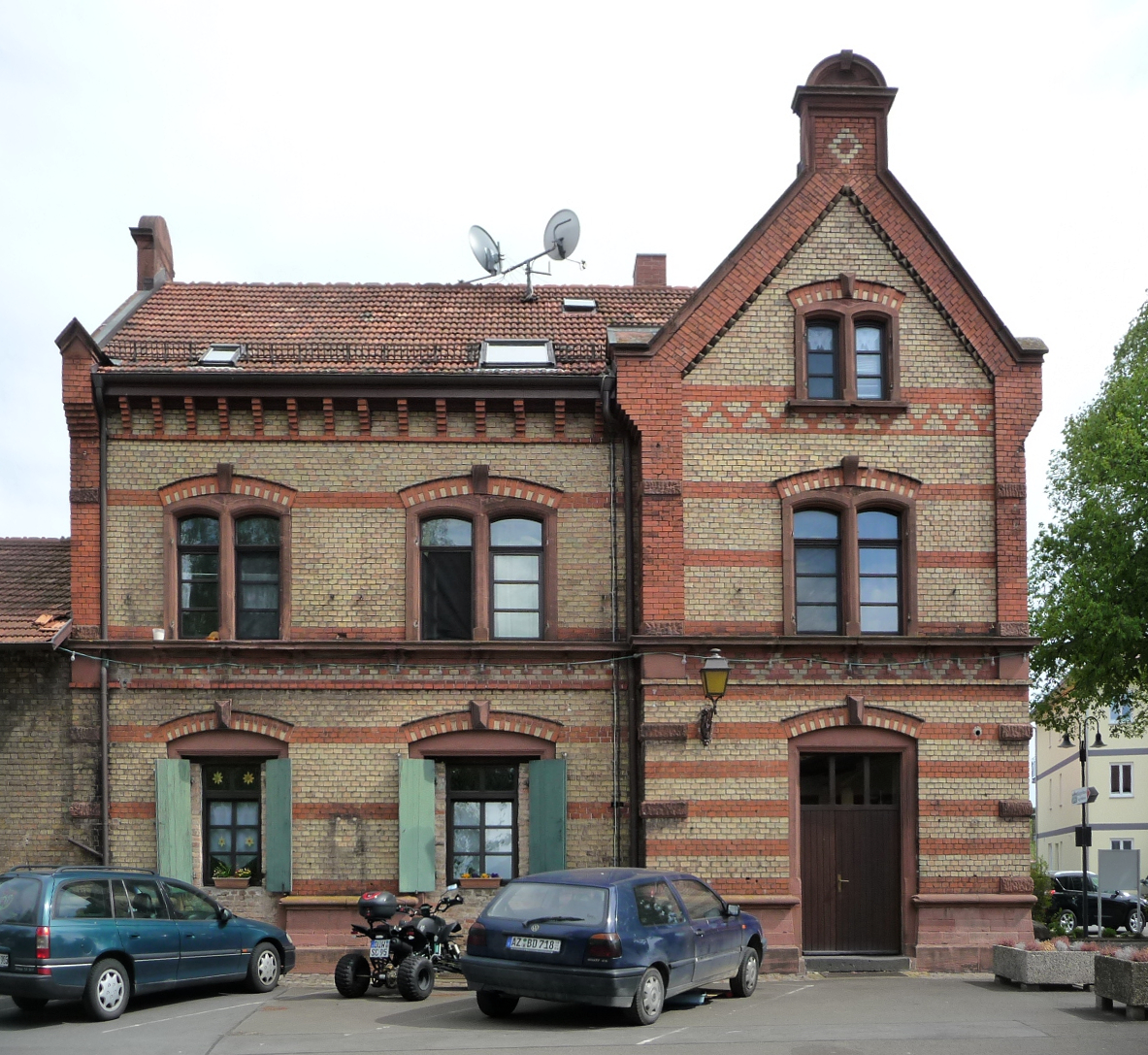
Bahnhof der früheren Lokalbahn

### Kultur
1990 wurde der Sieben Mühlen Kunst- und Kulturverein gegründet, der sich seinen Namen aufgrund der Mühlentradition des Dorfes gab.

### Regelmäßige Veranstaltungen
In Großkarlbach gibt es traditionelle Feste. Dazu zählen das über die Region hinaus ausstrahlende Kändelgassenfest am letzten Juliwochenende, die Kerwe im September und der Weihnachtsmarkt. Die Lange Nacht des Jazz fand 2002 zum ersten Mal statt und war 2006 Teil der Kampagne Deutschland – Land der Ideen, deren Schirmherr der damalige Bundespräsident Horst Köhler war. Daneben führen die örtlichen Vereine kleinere Veranstaltungen durch.

## Wirtschaft und Infrastruktur

### Tourismus und Weinbau
Der Ort liegt in der Nähe der Deutschen Weinstraße am Eckbach-Mühlenwanderweg in der touristisch ausgerichteten Ferienregion Leiningerland. Neben Ferienwohnungen gibt es zwei Hotels. Wichtigster Landwirtschaftszweig ist der Weinbau. Die Weinlagen sind Burgweg(152,87 ha) und Osterberg (278,59 ha).

### Verkehr
Über die 5 km entfernte Anschlussstelle 19 Grünstadt ist Großkarlbach an die Autobahn 6 (Saarbrücken–Mannheim) angebunden.
Bis 1939 war der Ort Endstation einer 1891 eröffneten Schmalspurbahn, der Lokalbahn, die wegen des Bimmelns ihrer Warnglocke im Volksmund „Bembel“ genannt wurde. Sie führte über Dirmstein und Heßheim nach Frankenthal und besaß auf Straßenbahngleisen auch Anschluss nach Ludwigshafen am Rhein.

## Persönlichkeiten

### Söhne und Töchter der Gemeinde
- Friedrich Unger (1881–1947), Landrat des Landkreises Mellrichstadt

### Personen, die vor Ort gewirkt haben
- Anton Spiehler (1795–1867) war Bischofssekretär, Geistlicher Rat und Domkapitular der Diözese Speyer, Subregens des Diözesanpriesterseminars und Summus Custos (lat. für Höchster Hüter) des Speyerer Domes. Er war von 1819 bis 1827 katholischer Ortspfarrer.
- August Brehm (1854–1931) war Domkapitular, Domdekan und Dompropst der Diözese Speyer, Päpstlicher Hausprälat mit der Anrede Monsignore und Geheimrat des Freistaates Bayern. Er war von 1883 bis 1889 katholischer Ortspfarrer.